# ごっこ遊び
ごっこ遊び（ごっこあそび、英語: Make believe）はこどもの遊びの一種で、何かになったつもりになって遊ぶものである。子供の遊びのうちで普遍的に見られる様式の一つだが、子供が興味や関心を抱く対象を模倣することで行なわれる。ロジェ・カイヨワの行なった遊びの分類の内の「ミミクリ」（mimicry、模倣）に属する。

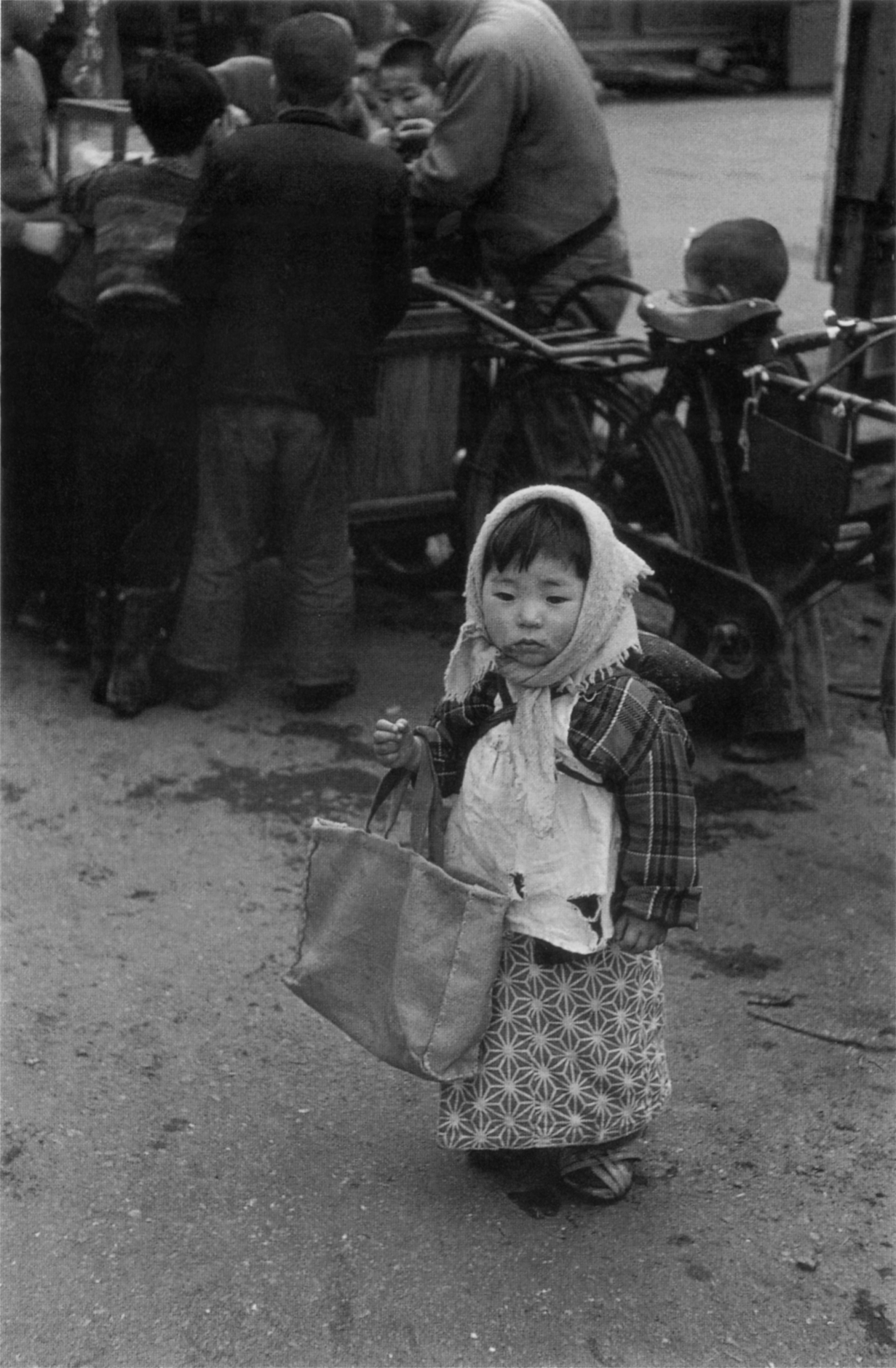
田沼武能撮影「真知子巻きでおつかい」(1955年)

当の子供らにしてみれば模倣の対象は実際問題として「何でも良い」わけで、身近な大人である親などの生活を真似るままごとからテレビ番組（子供番組）や絵本・漫画など身近な娯楽作品の登場人物、様々な職業に関連するもの、動物・植物から生物ですらない乗物・道具まで空想次第で様々なものに「変身」して楽しむ。
ただ、子供の空想は既存価値観に縛られないため、時に大人が想像だにしないものにまで「変身」することもあり、動かないでじっとして人形や石ころを模すこともままある。その中では身近なイヌやネコ、あるいは動物園で目にする機会も多い様々な動物も模倣され、この中では子供が自分の目で観察したとおりの行動が模倣される。
この中では、例えば大人に扮装する意味で親の上着を着込んで靴を履いてみたり、医者が使う医療器具のつもりでそこらの木切れを使ったり、変身ヒーローになりきるために変身ベルトや御面など専用のおもちゃやマント代わりの風呂敷を身に着けたりなど、様々な「小道具」も利用される。
こういった模倣は、「ごっこ遊び」と表現するならただの子供の遊びだが、民俗学的に見ても祭や儀式の様式として様々な類型も見出され、文化的な雛形とみなすこともできる。

## ごっこ遊びの例

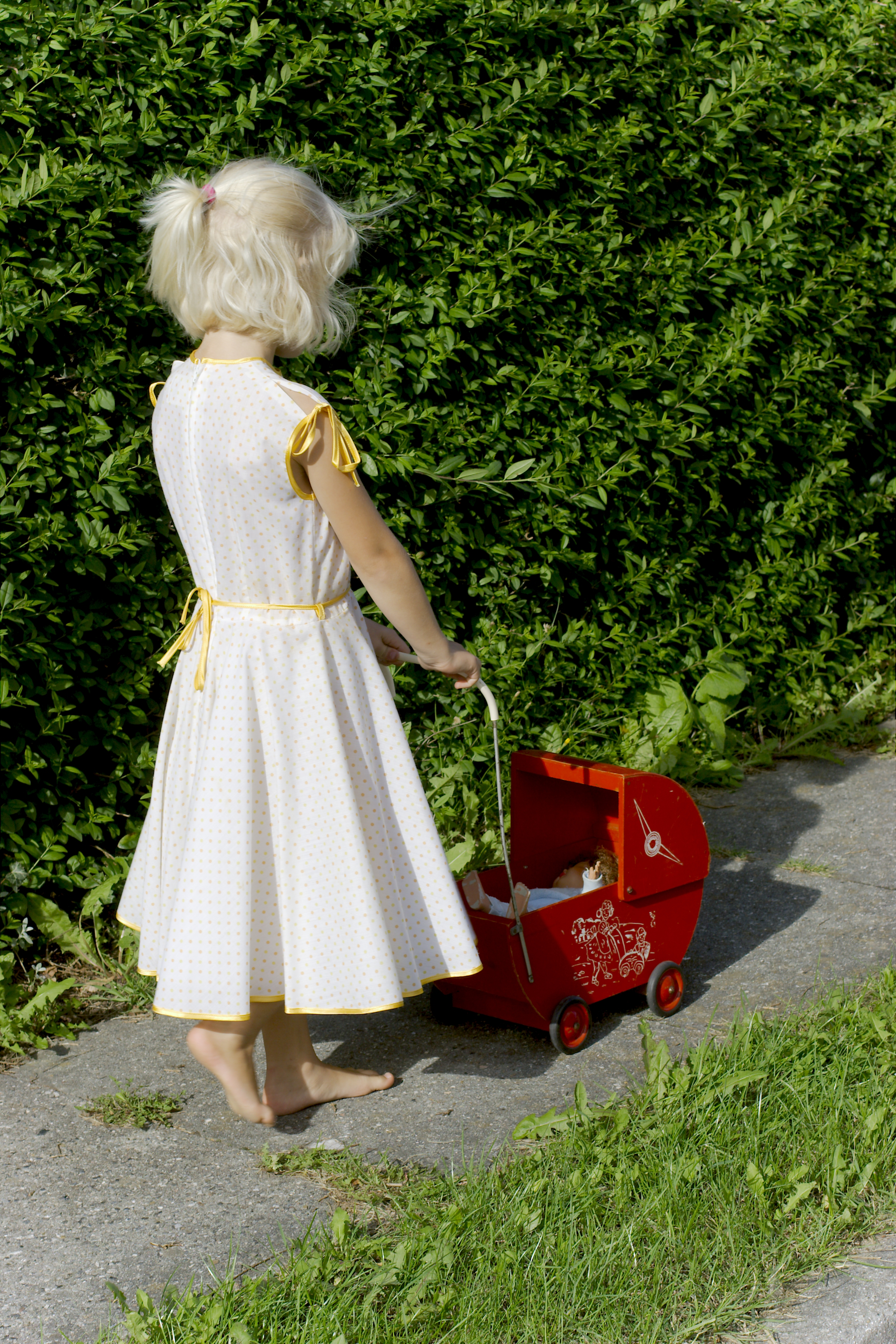
人形遊びをする女の子

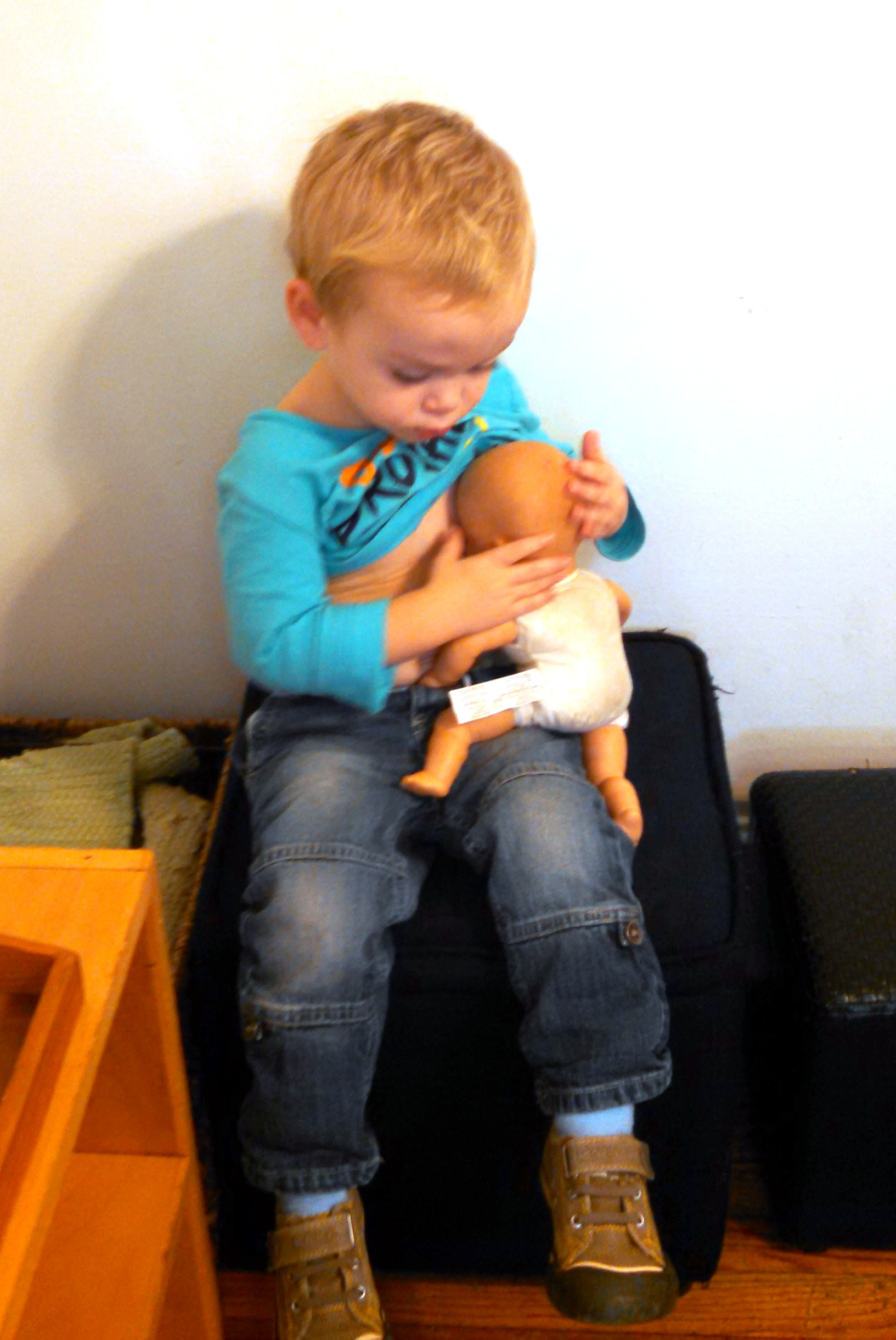
お医者さんごっこをする男の子

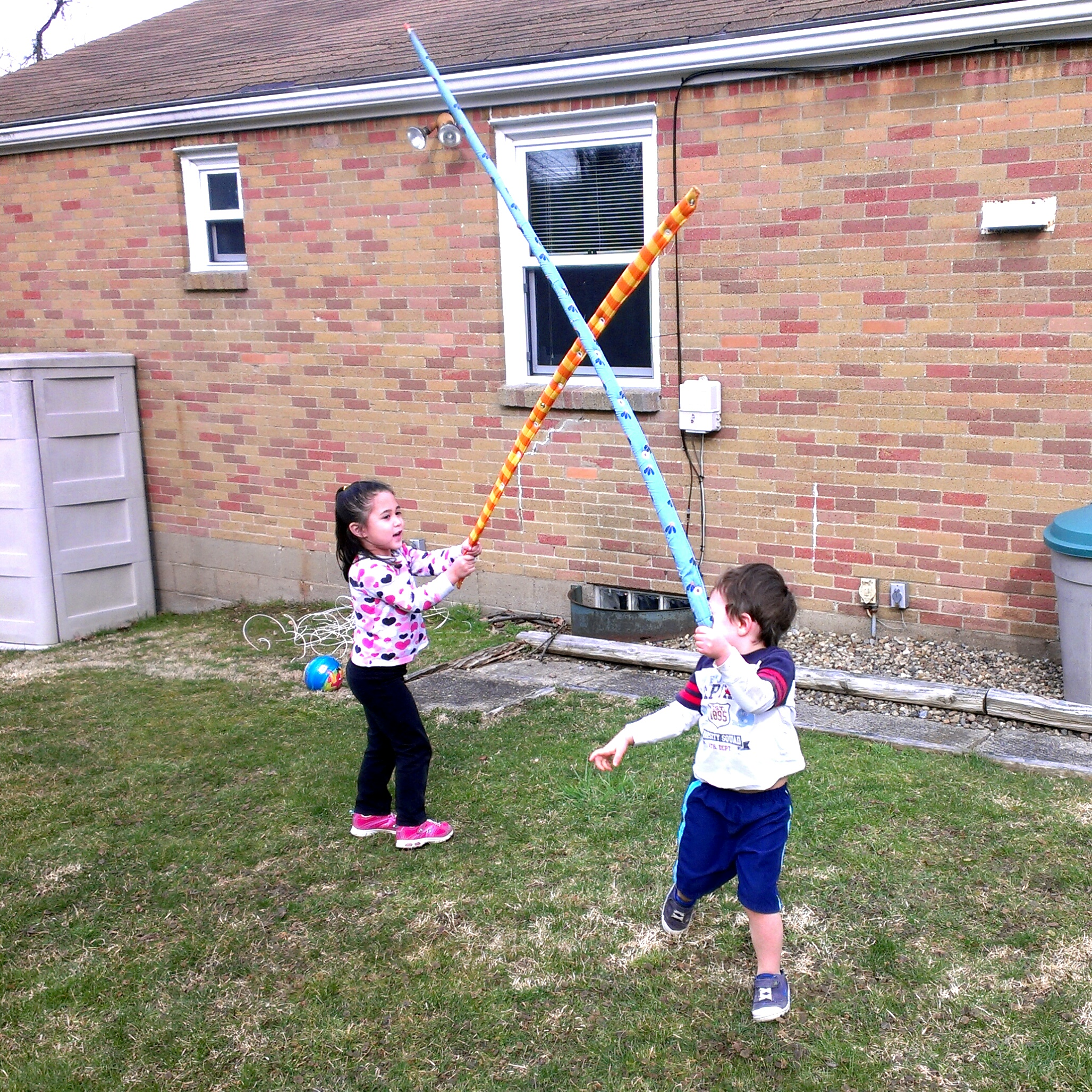
電光刀で戦闘をする子供たち

- ままごと
- お医者さんごっこ
- 電車ごっこ
- 鬼ごっこ
- チャンバラ
- 戦争ごっこ

道具

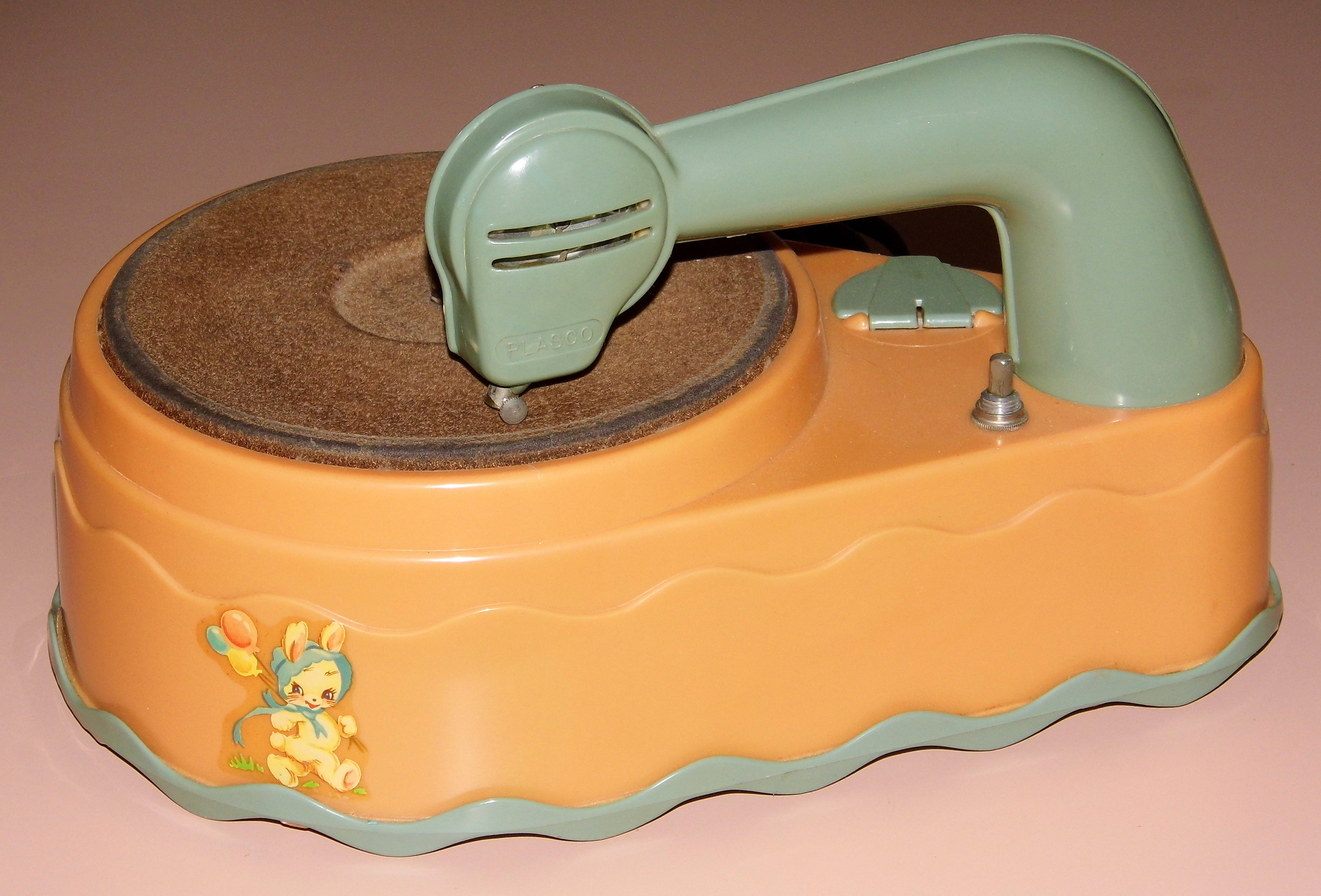
レコードプレイヤー
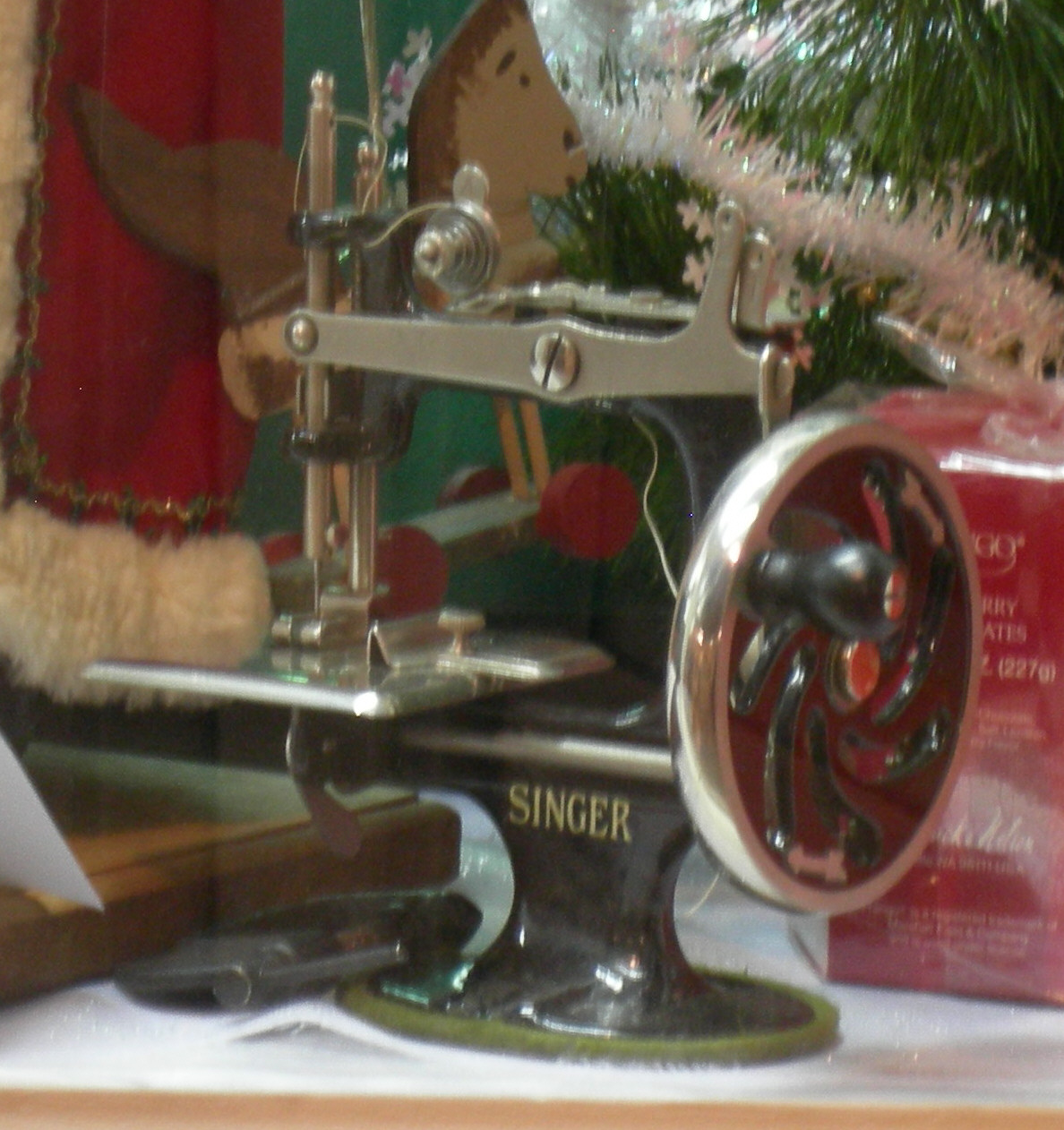
ミシン
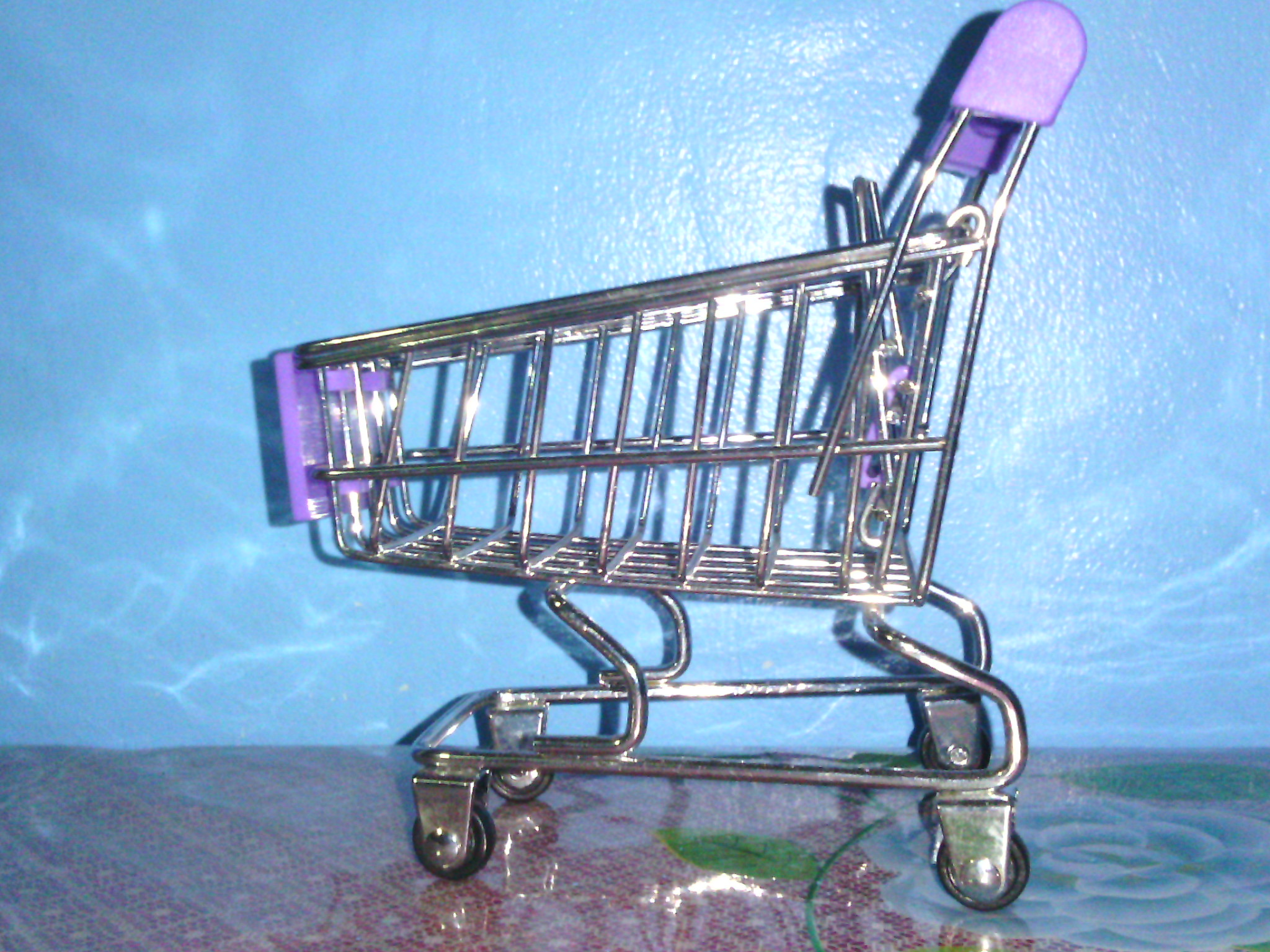
ショッピングカート
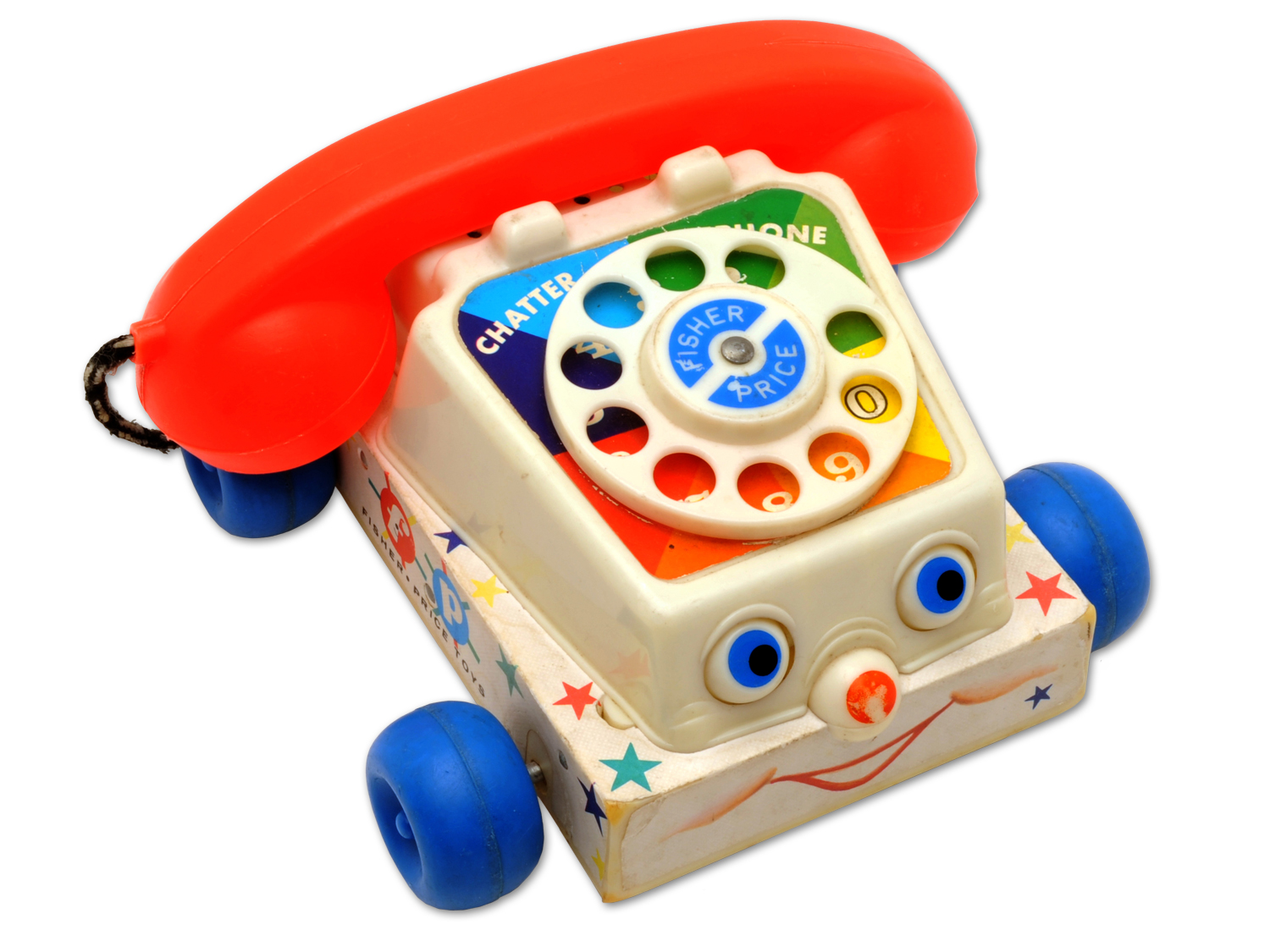
おしゃべり電話(電話玩具)
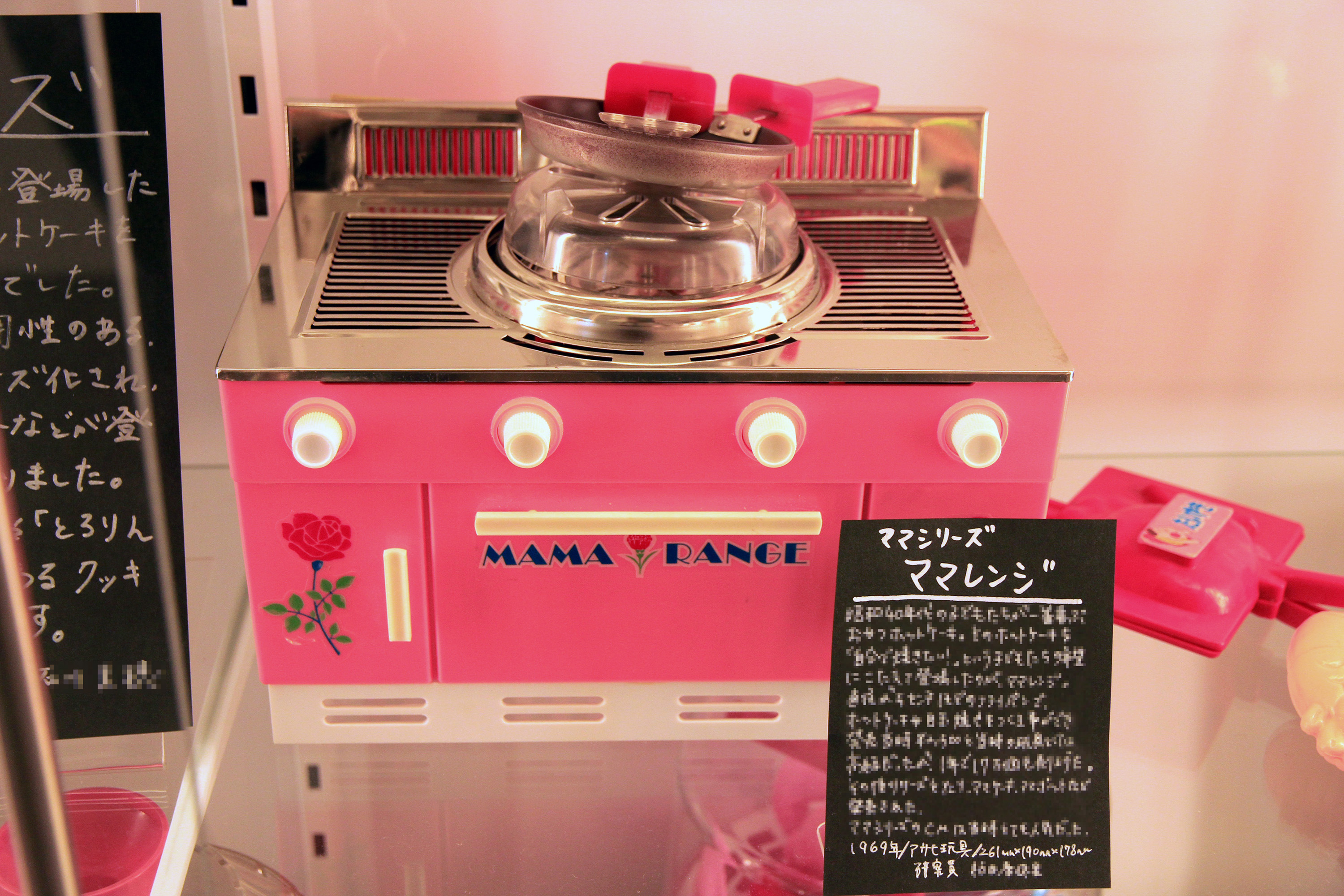
ママレンジ(クッキングトイ)
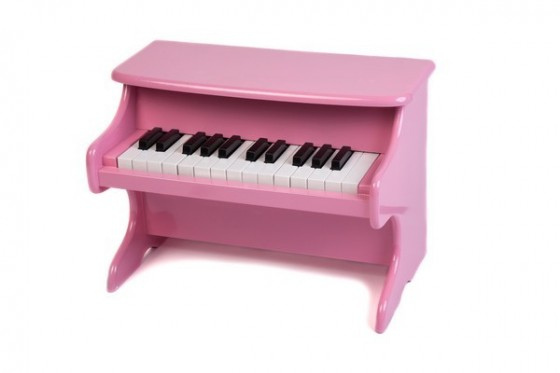
トイピアノ

- ままごとキッチン
- 戦争玩具
- 鉄砲玩具